# モーション・シティ・サウンドトラック
モーション・シティ・サウンドトラック（Motion City Soundtrack）は、アメリカ合衆国のロックバンド。ミネソタ州ミネアポリス出身。1997年に結成され、2003年にエピタフ・レコードからデビュー。2011年にレコード・レーベル「ザ・ブーンボックス・ジェネレーション」を設立。

## 略歴
1997年、ミネソタでバンド活動をしていたジョシュア・ケインが、バンドの解散をきっかけに別のバンドにいたジャスティン・ピエールを誘い、ギタリスト、ドラマーともにバンドを結成。（ジョシュアは当時ベースを担当していた。）
1998年、ライブ活動を開始。キーボーディストが加入するも同年脱退し、ジャスティンとジョシュアがキーボードパートを分担することとなる。メンバーの入れ替わりを経て、ジョシュアはギター担当となる。
1999年、1stシングル「Promenade / Carolina」をリリース。
2000年、1st EP 「Kids for America」、2nd EP 「Back to the Beat」をリリース。
2002年、交流のあったリッチモンドのバンドからドラマーのトニー・サクストンが加入し、遅れて同バンドからベーシストのマシュー・タイラーが加入。トニーとほぼ同時期に、ジェシィ・ジョンソンがキーボーディストとして加入した。
2003年6月26日、1stアルバム「I Am the Movie」をリリース。
2005年6月7日、2ndアルバム「Commit This to Memory」をリリース。ビルボードUSインディー・チャートにて2位を記録。
2007年9月18日、3rdアルバム「Even If It Kills Me」をリリース。Billboard 200で初登場17位、USインディー・チャートにて1位を記録し、オルタナティヴ・プレスの「07年最も期待するアルバム」特集号で表紙を飾る。
2010年1月19日、4thアルバム「My Dinosaur Life」をリリース。Billboard 200で初登場16位、USロックアルバム・チャート、USオルタナティブアルバム・チャートにて3位を記録。
2012年4月17日、5thアルバム「Go」の先行シングル「True Romance」をリリース。
2013年3月20日、ドラマーのトニー・サクストンが脱退し、ドラマーのクラウディオ・リベラが加入。
2015年9月18日、6thアルバム「Panic Stations」をリリース。
2016年のファイナルツアーを持って無期限活動休止。ツアー中にトニー・サクストンが復帰。
2019年6月17日、公式ホームページおよびSNSで活動再開とツアー開催を発表。

## メンバー
現メンバー
- ジャスティン・ピエール（Justin Pierre） – ボーカル、リズムギター（1997年 - 2016年、2019年 - ）、キーボード（1998年 - 2001年）、リードギター（2002年）
- ジョシュア・ケイン（Joshua Cain） – リードギター（1998年 - 2002年、2002年 - 2016年、2019年 - ）、バッキング・ボーカル（1998年 - 2016年、2019年 - ）、ベース（1997年 - 1998年、2002年）、キーボード、シンセサイザー（1998年 - 2001年)
- ジェシィ・ジョンソン（Jesse Johnson） – シンセサイザー、キーボード、ピアノ（2001年 - 2016年、2019年 - ）
- マシュー・タイラー（Matthew Taylor） – ベース、バッキング・ボーカル（2002年 - 2016年、2019年 - ）
- トニー・サクストン（Tony Thaxton） – ドラム、パーカッション、バッキング・ボーカル（2002年 - 2013年、2016年、2019年 - ）

ツアー・メンバー
- ザック・コンテ（Zach Comtois） – リズムギター（2023年 - ）

旧メンバー
- ジョー・スキナー（Joe Skinner） – リードギター (1997年)
- アンドリュー・ホイットニー（Andrew Whitney） – ドラム (1997年 - 1998年)
- アンドリュー・グルーン（Andrew Gruhn） – キーボード（1998年）
- オースティン・リンドストローム（Austin Lindstrom） – ベース（1998年 - 2000年、2001年 - 2002年）
- ジョエル・ハベダンク（Joel Habedank） – ドラム（1998年 - 2000年）
- マット・ポトクニク（Matt Potocnik） – ベース（2000年 - 2001年）
- シドニー・ブルクドルフ（Sidney Burgdorf） – ドラム（2001年）
- クラウディオ・リベラ（Claudio Rivera） – ドラム（2013年 - 2016年）

## ディスコグラフィー

### アルバム
| 発売日        | アルバム名            | レーベル                             | 最高位 | セールス |
| ------------- | --------------------- | ------------------------------------ | ------ | -------- |
| 2003年6月26日 | I Am the Movie        | エピタフ                             |        | 4万枚+   |
| 2005年6月7日  | Commit This to Memory | エピタフ（アメリカ) ソニー（日本）   | 72位   | 28万枚+  |
| 2007年9月18日 | Even If It Kills Me   | エピタフ（アメリカ) ソニー（日本）   | 16位   | 10万枚+  |
| 2010年1月18日 | My Dinosaur Life      | コロムビア（アメリカ) ソニー（日本） | 15位   |          |
| 2012年6月12日 | Go                    | エピタフ（アメリカ) ソニー（日本）   | 46位   |          |
| 2015年9月18日 | Panic Stations        | エピタフ（アメリカ) ソニー（日本）   | 141位  |          |

### シングル
| 発表 | 曲名                                       | 収録アルバム          |
| ---- | ------------------------------------------ | --------------------- |
| 1999 | '"Promenade / Carolina"'                   | アルバム未収録        |
| 2003 | "The Future Freaks Me Out"                 | I Am the Movie        |
| 2003 | "My Favorite Accident"                     | I Am the Movie        |
| 2005 | "Everything Is Alright"                    | Commit This to Memory |
| 2006 | "Hold Me Down"                             | Commit This to Memory |
| 2006 | "L.G. Fuad"                                | Commit This to Memory |
| 2007 | "Broken Heart"                             | Even If It Kills Me   |
| 2007 | "This Is for Real"                         | Even If It Kills Me   |
| 2008 | "It Had to Be You"                         | Even If It Kills Me   |
| 2008 | "Fell in Love Without You" (Acoustic)      | Acoustic EP           |
| 2009 | "Disappear"                                | My Dinosaur Life      |
| 2009 | "Her Words Destroyed My Planet"            | My Dinosaur Life      |
| 2009 | "A Lifeless Ordinary (Need a Little Help)" | My Dinosaur Life      |
| 2012 | "True Romance"                             | Go                    |

### その他
- 2000 Kids for America (自主製作盤)
- 2000 Back to the Beat (自主制作盤)
- 2003 Motion City Soundtrack / Schatzi
- 2004 Limbeck / Motion City Soundtrack 7" Split （Limbeckの"The Sun Woke the Whole State"をカバー）
- 2004 Matchbook Romance / Motion City Soundtrack
- 2005 !POLICIA! A Tribute To The Police （ポリスのトリビュート・アルバムで"Truth Hits Everybody"をカバー）
- 2005 Pop Punk 80's （R.E.M.の"Pop Song 89"をカバー）
- 2006 Sound of Superman（映画『スーパーマン・リターンズ』のトリビュート・アルバムにオリジナル曲"The Worst Part"で参加）
- 2007 Live at Lollapalooza （ロラパルーザのライブ音源）
- 2008 Acoustic EP （アルバムEven If It Kills Meのアコースティック・アレンジ）
- 2010 Lost Out In The Machinery ~The Songs Of The Rentals~ (The Rentalsのトリビュート・アルバムで"Waiting"をカバー）
- 2010 オールモスト・アリス （映画『アリス・イン・ワンダーランド』のインスパイア・アルバムにオリジナル曲"Always Running Out of Time"で参加）
- 2011 Wait So Long / Disappear -Motion City Soundtrack & Trampled by Turtles （Trampled by Turtlesの"Wait So Long"をカバー）
- 2011 Minnesota Beatle Project, Vol.3 （ビートルズのトリビュート・アルバムで"Here Comes the Sun"をカバー）